# Mathias Hirsch

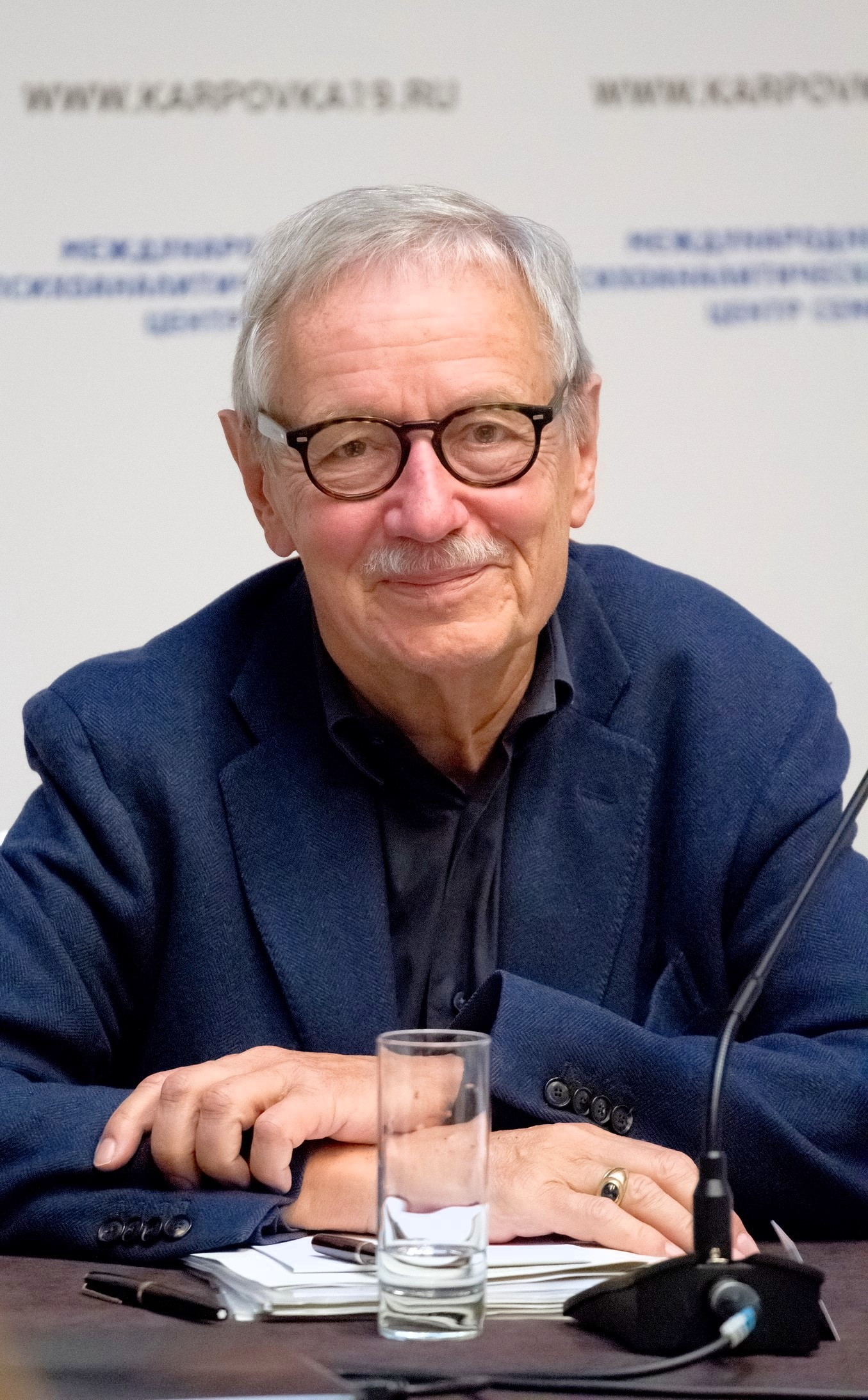
Mathias Hirsch in Sankt Petersburg (November 2019)

Mathias Hirsch (* 29. Dezember 1942 in Magdeburg) ist ein deutscher Psychiater, Psychoanalytiker und Buchautor. Er untersuchte als einer der ersten deutschen Psychoanalytiker in den 1980er-Jahren die Dynamik und die Wirkungen chronischer Beziehungstraumata (in der Familie) auf das sich entwickelnde Kind. Dabei wurde ihm Sándor Ferenczi, der Freund und Schüler Freuds, zum Vorbild und Identifikationsobjekt.

## Kindheit und Jugend
Hirsch wurde als erster Sohn des Arztes Joachim Hirsch und seiner Ehefrau Beatrix geboren. Der immer wieder kranke Vater war kriegsuntauglich und arbeitete in einem Magdeburger Krankenhaus. Wegen der Bombardierung der Stadt wurde die Mutter mit dem Säugling in ein weit entferntes Dorf evakuiert, während der Vater weiter als Chirurg in Magdeburg arbeitete. Anfang 1945 wurde der Vater mit der Familie in die Kreisstadt Gardelegen, wo es keinen Arzt gab, versetzt, um dort als praktischer Arzt tätig zu sein. Für das Kind war der Vater als der große Arzt und wunderbare Geiger das Idol, das aber wegen seiner ständig wechselnden Krankheiten, die schließlich zu seinem Tode führten, enttäuschte; für den Sechsjährigen ein traumatisierender Verlust.
Als der Vater 1949 verstarb, begann die Mutter, die in einer deutschen Community in Brasilien aufgewachsen und erst 1939 nach Deutschland gekommen war, ein Studium der Pharmazie an der neu gegründeten Freien Universität in West-Berlin. 1952 zog sie mit ihren Kindern nach West-Berlin. Hier machte Hirsch 1963 am Arndt-Gymnasium in Berlin-Dahlem sein Abitur.
Danach folgte der prägende halbjährige Aufenthalt in Brasilien bei den Eltern seiner Mutter, die fest eingebunden in São Paulo lebten – der Großvater als deutscher Apotheker, die Großmutter als Halbbrasilianerin bikulturell, die Kontakt nach allen Seiten hatte, und die große Ratgeberin in Lebens- und psychologischen Fragen war. Die Großeltern, ihre Briefe, Pakete, auch überhaupt Brasilien waren seit Kriegsende Gegenstand großer Sehnsucht nach einem paradiesischen alternativen Leben gewesen, eine phantasmatische Errettung aus der isolierten, sozialphobischen Familienatmosphäre in Deutschland.

## Berufliche Entwicklung
Ursprünglich wollte Hirsch Chemie studieren, aber der Brasilienaufenthalt änderte seine Pläne, sodass er sich nun, dem Vorbild seines Vaters folgend, für ein Medizinstudium entschied. Er studierte von 1964 bis 1970 an der FU-Berlin Medizin, wo er 1970 sein Medizinisches Staatsexamen ablegte und 1971 die Approbation als Arzt erhielt.
Während des Studiums entstand das Bedürfnis nach einer Psychotherapie. Er machte bei dem charismatischen Psychoanalytiker Günter Ammon, damals Leiter der studentischen Beratungsstelle an der FU und Lehranalytiker der DPV, mit großem Gewinn eine dreijährige Gruppenpsychotherapie. Anschließend absolvierte Hirsch eine psychoanalytische Weiterbildung in der von Ammon gegründeten Deutschen Akademie für Psychoanalyse. Von 1971 bis 1974 arbeitete er parallel als Assistenzarzt in der Karl-Bonhoeffer-Nervenklinik in Berlin. Er promovierte 1974 an der FU zu einem pädiatrischen Thema.
Aus dieser sektenartigen Gruppierung Ammons, in der er gleichwohl sehr viel gelernt hatte, entkommen, gründete er eine Familie und begann eine psychotherapeutische Praxis in Düsseldorf.
Seit 1979 war er als Psychoanalytiker und Psychotherapeut tätig und seit 1999 auch als Facharzt für Psychotherapeutische Medizin in Düsseldorf niedergelassen.
1984 wurde er durch mehrere Patientinnen mit dem Thema sexueller Missbrauch in der Familie konfrontiert, die Missbrauchsdynamik beschäftigte ihn so, dass er darüber als einer der ersten Psychoanalytiker in Deutschland veröffentlichte. Ein erstes Buch Realer Inzest erschien 1987. Zur Dynamik des sexuellen Traumas in der Familie gehören bestimmte charakteristische Phänomene, sehr viele Betroffene attackieren in der Adoleszenz ihren Körper (Selbstbeschädigung), so dass Mathias Hirsch sich Gedanken zur Verwendung und Funktion des eigenen Körpers machte (Herausgeber des Buches Der eigene Körper als Objekt, mit mehreren Autoren, 1989; Der eigene Körper als Symbol? als Herausgeber 2002; und „Mein Körper gehört mir, und ich kann mit ihm machen, was ich will!“ 2010). Er begründete damit mit seinen Kollegen eine psychoanalytische Körperpsychologie.
Ein anderer Bereich, der untrennbar mit Traumatisierung zusammenhängt, ist das Schuldthema; die Opfer jeder Gewaltform entwickeln Schuldgefühle, während der Täter jede (durchaus gegebene) reale Schuld von sich weist. Hirsch verfasste eine erste Systematik des Schuldgefühls auf psychoanalytischer Grundlage. Daraus entstand das Buch Schuld und Schuldgefühl (1997; 7. überarbeitete Auflage 2017).
Seit 1993, nach der Aufnahme in die Deutsche Gesellschaft für Psychoanalyse, Psychotherapie, Psychosomatik und Tiefenpsychologie (DGPT), war er Dozent, Mitarbeiter im Düsseldorfer psychoanalytischen Institut und mit Lehranalysen beauftragt. Im Jahre 2000 wurde er affiliiertes Mitglied der Deutschen Psychoanalytischen Vereinigung (DPV). Er ist 2001 zum Ehrenmitglied des Psychoanalytischen Seminars Vorarlberg ernannt worden (mit Leon Wurmser).
Inzwischen war die traditionelle Psychoanalyse im Laufe ihrer Geschichte zu einer intersubjektiven, geradezu zu einer Beziehungswissenschaft geworden, so dass sie begann, sich für reale Traumatisierungen und ihre Einflüsse auf die Entwicklung des späteren Patienten zu interessieren und überkommene Formen der psychoanalytischen Psychotherapie zu überdenken. Hier war Mathias Hirsch auch einer der Ersten in Deutschland, der eine psychoanalytische Traumatologie und entsprechend modifizierte Psychotherapietechniken entwickelte (Psychoanalytische Traumatologie – das Trauma in der Familie, 2004). Weitere Bereiche der sexualisierten Traumatisierung bearbeitete Hirsch: die Dynamik sexueller Beziehungen in Psychoanalysen, Psychotherapien und in Institutionen (Goldmine und Minenfeld 2012) sowie ein bis dahin weitgehend tabuisierter Bereich: sexueller Missbrauch durch Mütter an ihren Söhnen (Mütter und Söhne, blasse Väter – sexualisierte und andere Dreiecksverhältnisse, 2016).
Nach 40 Jahren beendete Hirsch seine psychotherapeutische Praxis und kehrte nach Berlin zurück, wo er bis heute einer intensiven Supervisions- und Seminartätigkeit nachgeht. Seit 2012 lehrt er kontinuierlich am Moskauer Institut für Psychosomatik und praktische Psychoanalyse (Seminare und Supervisionen).

## Mitgliedschaften
- 2005 wurde ihm die Ehrenmitgliedschaft des psychoanalytischen Seminars Vorarlberg (Zweig des Innsbrucker Arbeitskreises für Psychoanalyse) verliehen.
- Deutsche Gesellschaft für Psychoanalyse, Psychotherapie, Psychosomatik und Tiefenpsychologie
- affiliiertes Mitglied (DPV)

## Werke
- Mathias Hirsch: Realer Inzest. Psychodynamik d. sexuellen Missbrauchs in d. Familie. Springer, Berlin, Heidelberg, New York, Tokyo 1987, ISBN 3-540-17025-1.
- Mathias Hirsch (Hrsg.): Der eigene Körper als Objekt. zur Psychodynamik selbstdestruktiven Körperagierens. Springer, Berlin, Heidelberg, New York, Tokyo, Hong Kong 1989, ISBN 3-540-51298-5.
- Mathias Hirsch: Realer Inzest. Psychodynamik des sexuellen Missbrauchs in der Familie. 2. überarbeitete  Auflage. Springer, Berlin, Heidelberg, New York, Tokyo, Hong Kong 1990, ISBN 3-540-52172-0.
- Mathias Hirsch: Realer Inzest. Psychodynamik des sexuellen Missbrauchs in der Familie. 3. überarbeitete  Auflage. Springer, Berlin, Heidelberg, New York, Tokyo, Hong Kong 1994, ISBN 3-540-57404-2.
- Mathias Hirsch: Schuld und Schuldgefühl. Zur Psychoanalyse von Trauma und Introjekt. Vandenhoeck & Ruprecht, Göttingen 1997, ISBN 3-525-01435-X.
- Mathias Hirsch: Realer Inzest. Psychodynamik d. sexuellen Missbrauchs in d. Familie. 3. überarbeitete Auflage. Unveränd. Neuaufl. Psychosozial-Verlag, Gießen 1999, ISBN 3-932133-84-6.
- Mathias Hirsch (Hrsg.): Psychoanalyse und Arbeit. Kreativität, Leistung, Arbeitsstörungen, Arbeitslosigkeit. Vandenhoeck & Ruprecht, Göttingen 2000, ISBN 3-525-46013-9.
- Mathias Hirsch (Hrsg.): Der eigene Körper als Symbol? der Körper in der Psychoanalyse von heute. Vandenhoeck & Ruprecht, Göttingen 2002, ISBN 3-89806-138-8.
- Mathias Hirsch: Psychoanalytische Traumatologie - das Trauma in der Familie. psychoanalytische Theorie und Therapie schwerer Persönlichkeitsstörungen. Schattauer, Stuttgart 2004, ISBN 3-608-40012-5.
- Mathias Hirsch: Das Haus. Symbol für Geburt und Tod, Freiheit und Abhängigkeit. Psychosozial-Verlag, Gießen 2006, ISBN 3-89806-512-X.
- Mathias Hirsch (Hrsg.): Das Kindesopfer. eine Grundlage unserer Kultur. Psychosozial-Verlag, Gießen 2006, ISBN 3-89806-925-7.
- Mathias Hirsch: Die Matthäus-Passion Johann Sebastian Bachs. Ein psychoanalytischer Musikführer. Psychosozial-Verlag, Gießen 2008, ISBN 978-3-89806-755-3.
- Mathias Hirsch: „Liebe auf Abwegen“. Spielarten der Liebe im Film psychoanalytisch betrachtet. Psychosozial-Verlag, Gießen 2008, ISBN 978-3-89806-842-0.
- Mathias Hirsch (Hrsg.): Die Gruppe als Container. Mentalisierung und Symbolisierung in der analytischen Gruppenpsychotherapie. Vandenhoeck & Ruprecht, Göttingen 2008, ISBN 978-3-525-49132-4.
- Mathias Hirsch: „Mein Körper gehört mir ... und ich kann mit ihm machen, was ich will!“ Dissoziation und Inszenierungen des Körpers psychoanalytisch betrachtet. Psychosozial-Verlag, Gießen 2010, ISBN 978-3-8379-2091-8.
- Mathias Hirsch: Trauma. Psychosozial-Verlag, Gießen 2011, ISBN 978-3-8379-2056-7.
- Mathias Hirsch: „Goldmine und Minenfeld“. Liebe und sexueller Machtmissbrauch in der analytischen Psychotherapie und anderen Abhängigkeitsbeziehungen. Psychosozial-Verlag, Gießen 2012, ISBN 978-3-8379-2221-9.
- Mathias Hirsch: Mütter und Söhne - blasse Väter. sexualisierte und andere Dreiecksverhältnisse. Psychosozial-Verlag, Gießen 2016, ISBN 978-3-8379-2602-6.
- Mathias Hirsch: Das Phänomen Liebe. wie sie entsteht, was sie in der Psychotherapie für Probleme macht und warum sie missbraucht werden kann. Psychosozial-Verlag, Gießen 2018, ISBN 978-3-8379-2761-0.
- Mathias Hirsch: Körperdissoziation. Hrsg.: Franz Resch, Inge Seiffge-Krenke. Vandenhoeck & Ruprecht, Göttingen 2018, ISBN 978-3-647-90102-2.
- Mathias Hirsch: Schuldgefühl. Psychosozial-Verlag, Gießen 2020, ISBN 978-3-8379-3007-8.